# (37924) 1998 FB114
1998 FB114 (asteroide 37924) é um asteroide da cintura principal. Possui uma excentricidade de 0.11884910 e uma inclinação de 14.65381º.
Este asteroide foi descoberto no dia 31 de março de 1998 por LINEAR em Socorro.